# Cayetano (nombre)
Cayetano es un nombre propio masculino de origen latino en su variante en español. Su nombre procede la localidad italiana de Gaeta, como gentilicio: cayetano, "natural de Gaeta, nacido en Gaeta". Según Virgilio (Eneida, VIII), esta población recibió su nombre de Caieta, nodriza de Eneas, muerta y sepultada en esa ciudad.

## Santoral
7 de agosto: San Cayetano.

## Variantes
- Femenino: Cayetana.

### Variantes en otros idiomas
| Variantes en otras lenguas | Variantes en otras lenguas |
| -------------------------- | -------------------------- |
| Español                    | Cayetano                   |
| Alemán                     | Kajetan                    |
| Asturiano                  | Caitanu                    |
| Catalán                    | Gaietà                     |
| Checo                      | Kajetán                    |
| Corso                      | Gaitanu                    |
| Esloveno                   | Kajetan                    |
| Euskera                    | Kaitan                     |
| Finlandés                  | Cajetanus                  |
| Francés                    | Gaétan, Gaëtan             |
| Gallego                    | Caetano                    |
| Griego                     | Γαϊτάνος (Gaïtános)        |
| Holandés                   | Cajetanus, Cajetaan        |
| Húngaro                    | Kajetán                    |
| Inglés                     | Cajetan                    |
| Islandés                   | Kajetanus                  |
| Italiano                   | Gaetano                    |
| Latín                      | Gaetanus                   |
| Lituano                    | Kajetonas                  |
| Polaco                     | Kajetan                    |
| Portugués                  | Caetano                    |
| Rumano                     | Caetan                     |
| Ruso                       | Каетан (Kaetan)            |
| Sardo                      | Gajetànu                   |
| Euskera                    | Kaiet                      |